# Thiago Moura
Pour les articles homonymes, voir Moura.
Thiago Júlio Souza Alfano Moura (né le 27 novembre 1995 à São Paulo) est un athlète brésilien, spécialiste du saut en hauteur.

## Carrière sportive
Thiago Moura obtient sa première sélection internationale en 2012 lorsqu'il saute 2,07 m aux Championnats sud-américains de la jeunesse à Mendoza et remporte la médaille d'argent. L'année suivante, il participe aux Championnats panaméricains juniors à Medellín (2,10 m, cinquième place) et ainsi qu'aux Championnats d'Amérique du Sud juniors à Resistencia (2,06 m, quatrième place).
En 2019, il est aux Championnats d'Amérique du Sud à Lima (2,10 m, quatrième place) et en 2020 il remporte la médaille de bronze aux premiers championnats d'Amérique du Sud en salle à Cochabamba avec une hauteur de 2,19 m. En 2021, il remporte la médaille d'argent aux championnats d'Amérique du Sud à Guayaquil avec 2,23 m.
En 2020, Moura devient le champion brésilien de saut en hauteur. Il est sélectionné pour participer aux Jeux olympiques de 2020. Il participe au tour qualificatif mais ne parvient pas à aller en finale.
En 2022 il termine 5e des championnats du monde en salle et bat à cette occasion le record continental en salle avec 2,31 m.

## Palmarès
| Date | Compétition                    | Lieu      | Résultat | Marque |
| ---- | ------------------------------ | --------- | -------- | ------ |
| 2021 | Championnats d'Amérique du Sud | Guayaquil | 2e       | 2,23 m |
| 2022 | Championnats ibéro-américains  | La Nucia  | 2e       | 2,26 m |
| 2024 | Championnats ibéro-américains  | Cuiabá    | 2e       | 2,20 m |

## Records
| Épreuve         | Épreuve   | Marque       | Lieu              | Date         |
| --------------- | --------- | ------------ | ----------------- | ------------ |
| Saut en hauteur | Plein air | 2,28 m       | Bragança Paulista | 23 juin 2021 |
| Saut en hauteur | En salle  | 2,31 m (AIR) | Belgrade          | 20 mars 2022 |